# Григориј Зас
Григориј Христофорович фон Зас (рус. Григорий Христофорович фон Засс; Вестфалија, 29. април 1797 — 4. децембар 1883) био је руски генерал.

## Биографија
Рођен је у немачкој племићкој породици из Вестфалије. Учествовао је у Руско-турском рату.
Постављен је за главнокомандујућег током Руско-черкеског рата. Черкезе је сматрао за нижу расу и обрачунавао се на бруталан начин са својим противницима. Правдао је употребу лешева Черкеза у сврхе научних истраживања. Током овог рата, над Черкезима је извршен геноцид у којем је ~70% популације убијено и додатан део популације прогнан у Османско царство.

## Одликовања
- Орден Светог Георгија IV реда (1837)
- Орден Светог Владимира IV реда (1829)
- Орден Свете Ане, I реда (1830)
- Орден Свете Ане, II реда (1832)
- Орден Светог Станислава, I реда (1830)
- Крст Светог Ђорђа (1813)
- Златно оружје за храброст (1835)